# Pierre Lataillade
Pour les articles homonymes, voir Lataillade.
Pierre Lataillade, né le 27 avril 1933 à Arcachon (Gironde) et mort le 7 novembre 2020 à Gujan-Mestras (Gironde), est un homme politique français, enseignant de métier.

## Biographie
Il commence sa carrière politique en entrant au conseil municipal d'Arcachon en 1956, très vite repéré par le maire de l'époque Lucien de Gracia, qui en fera son adjoint. Puis il continuera de même à occuper ses fonctions d'adjoint sous les mandats de Robert Fleury. Celui-ci démissionne de son poste de maire en 1985. Pierre Lataillade est alors élu maire d'Arcachon par le conseil municipal. Il sera réélu en 1989 et 1995. Mais en 2001, alors qu'il se représente, Yves Foulon, conseiller municipal élu en 1995, se présente contre lui et l'emporte. Pierre Lataillade se retire alors de la vie politique.
Il est conseiller général du canton d'Arcachon entre 1979 et 1985, date à laquelle il est élu maire d'Arcachon.
Il est par ailleurs professeur d'anglais, notamment au lycée de Grand Air d'Arcachon.

## Détail des fonctions et des mandats
Mandats parlementaires
- 19 mars 1978 - 22 mai 1981 : Député de la 7e circonscription de la Gironde

Autres mandats
- 20 mars 1986 - 24 juillet 1989 : Député européen
- 25 juillet 1989 - 18 juillet 1994 : Député européen
- 2 septembre 1997 - 19 juillet 1999 : Député européen
- Maire d'Arcachon : 1985-2001